# Brachys fasciferus
Brachys fasciferus es una especie de escarabajo barrenador metálico del género Brachys, categorizada en la tribu Trachyini, de la subfamilia Agrilinae.

## Taxonomía
Fue descrita científicamente por Schwarz en 1878.
Tratamiento taxonómico
La especie aparece registrada y publicada en The Coleoptera of Florida. Proceedings of the American Philosophical Society 17:353-472. (1878).